# كيفن سميث (لاعب كرة قدم أمريكية)
كيفن سميث (بالإنجليزية: Kevin Smith)‏ هو لاعب كرة قدم أمريكية أمريكي، ولد في 21 ديسمبر 1991 في كومبتون في الولايات المتحدة.

## وصلات خارجية
- كيفن سميث (لاعب كرة قدم أمريكية) على موقع مرجع كرة القدم المحترفة.كوم (الإنجليزية)